# Porta Maqueda
La Porta Maqueda era una delle più antiche porte di Palermo.

## Storia
La porta, ubicata in via Maqueda al lato opposto rispetto alla Porta di Vicari, fu edificata nel 1600.
Nel luglio 1624 attraverso questo varco transitarono le sacre reliquie ossee di Santa Rosalia rinvenute su Monte Pellegrino.
Fu demolita durante il mandato del pretore Michele Gravina, principe di Comitini, e del viceré di Sicilia, duca Giovanni Fogliani Sforza d'Aragona, per essere ricostruita nel 1766 senza l'arco a volta, come piloni fronteggianti.
Nel 1780, sotto il vicereame di Marcantonio Colonna, principe di Stigliano e del pretore Antonino La Grua, marchese di Regalmici, con il prolungamento della via Maqueda fu nuovamente demolita e riedificata. 
Fu definitivamente demolita nel 1877 per permettere la costruzione del Teatro Massimo e della piazza circostante.